# 門檻出版社
门槛出版社（法語：Éditions du Seuil，法語發音：[edisjɔ̃ dy sœj]，有时也拼写为Le Seuil）是一家法国出版社，由天主教背景的知识分子让·普拉基文于1935年成立，目前属于马丁尼尔出版社。出版社取名为Seuil，在法语里意为门槛之意。之所以取这个名字，可以见于1934年12月28日让·普拉基文的个人信件记载：在教堂门口重新树立出版的门槛。

## 注解
1. ↑  法語：（1901-1965）